# 达呼店镇
达呼店镇是中国黑龙江省齐齐哈尔市梅里斯达斡尔族区下辖的一个镇，于1954年划入齐齐哈尔市。

## 行政区划
桥头溪乡下辖以下地区：
达呼店村、长发村、丰宝村、二合村、复兴村、腰店村、红旗村、瑞廷村、哈什哈村、巨宝山村、阿拉村、北兴村和土房子村。